# Hällebräcka
Hällebräcka (Saxifraga osloënsis) är en sällsynt växt i släktet bräckor och familjen stenbräckeväxter. Arten beskrevs 1954 av den norska botanisten Gunvor Snekvik Knaben, och förekommer enbart i Sverige och Norge, med huvudsaklig utbredning i Sverige, där den är fridlyst. Arten är en hybrid mellan klippbräcka och grusbräcka, och endast en av fem endemiska arter i den nordiska blomväxtfloran som är en hybrid men ändå sätter frö genom sexuell fortplantning.

## Beskrivning
Hällebräckan är 5–30 centimeter hög och blommar i maj–juni med små vita blommor. Den liknar en mindre mandelblomma.

## Utbredning och habitat
Hällebräckan förekommer endast i  Norge och Sverige, med största delen av utbredningsområdet i Sverige. Den återfinns i ett bälte mellan Oslo-trakten i väst och Uppland i öst, med en nordlig avstickare i Medelpad.
Hällebräckan vill ha kalkrik mark, och trivs bäst i öppna, torra och soliga lägen på kalksten eller annan basisk bergart, till exempel på hällmarker och klippor. Den förekommer även på kalkhaltig morän. Eftersom den är känslig för konkurrens återfinns den ofta på mänskligt störd mark i dessa lägen, såsom vägrenar eller kalkbrott. Hällebräckan är fridlyst och rödlistad som sårbar (VU). Hot mot arten är igenväxning på grund av exempelvis ändrat betesbruk eller tätnande skog på grund av ändrat skogsbruk. Hårt slitage på till exempel badplatser är också ett hot.

### Utanför TV-huset i Stockholm

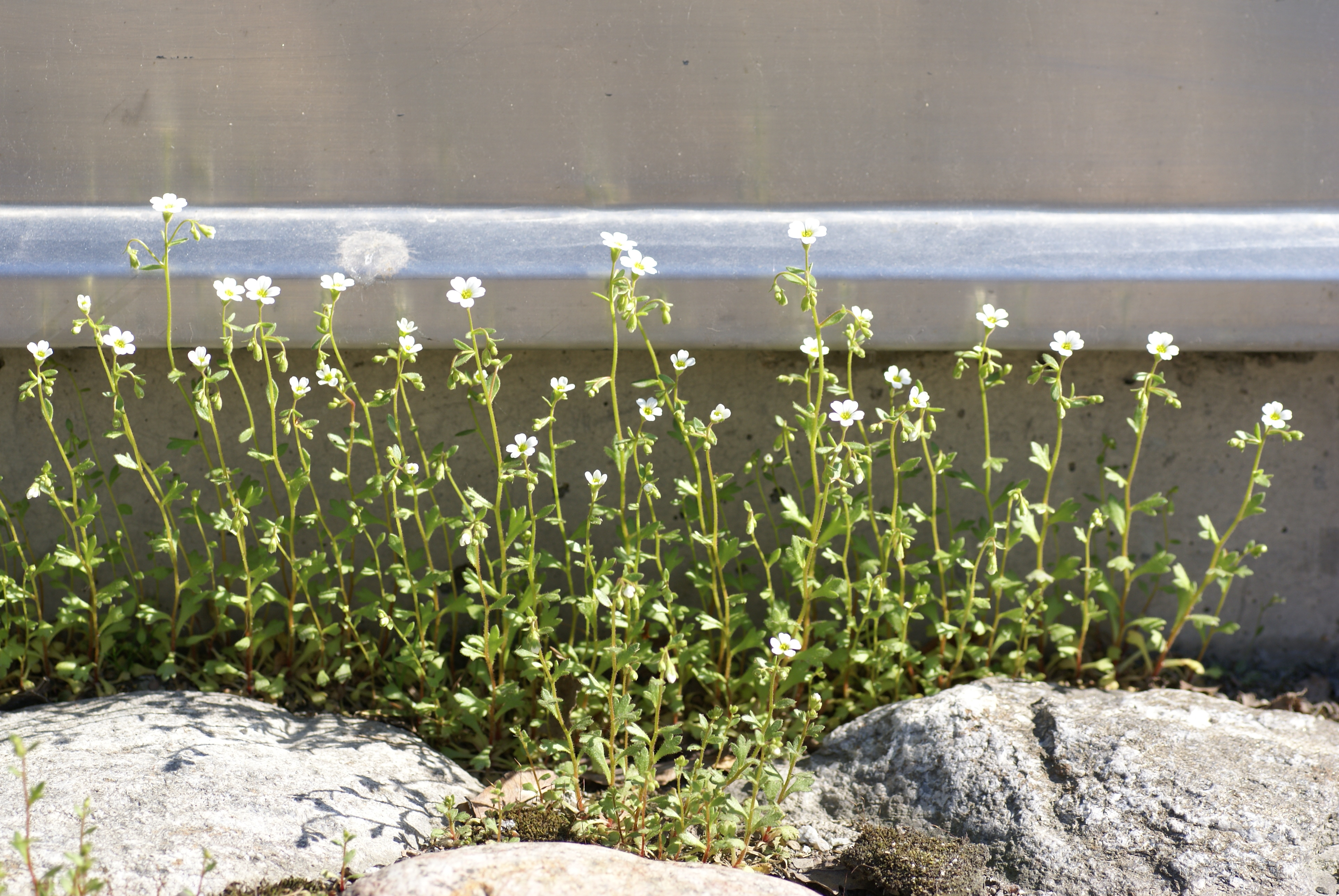
Hällebräcka utanför TV-huset i Stockholm, 2011.

En uppmärksammad och ovanlig ståndort för hällebräckan är utanför TV-husets entré i centrala Stockholm. Hur arten har etablerat sig där är oklart. Under ombyggnationen av TV-husets entré, som inleddes 2021, flyttades beståndet till specialpreparerade pallkragar i Radiohusparken, där dess levnadsmiljö har återskapats på bästa sätt. För denna flytt fick Sveriges Radios förvaltning dispens från länsstyrelsen. En ny växtplats skulle komma att beredas på ett tak till byggnaden. Arten är inte rapporterad ifrån Stockholm sedan 2022.